# Gelert (folclore)

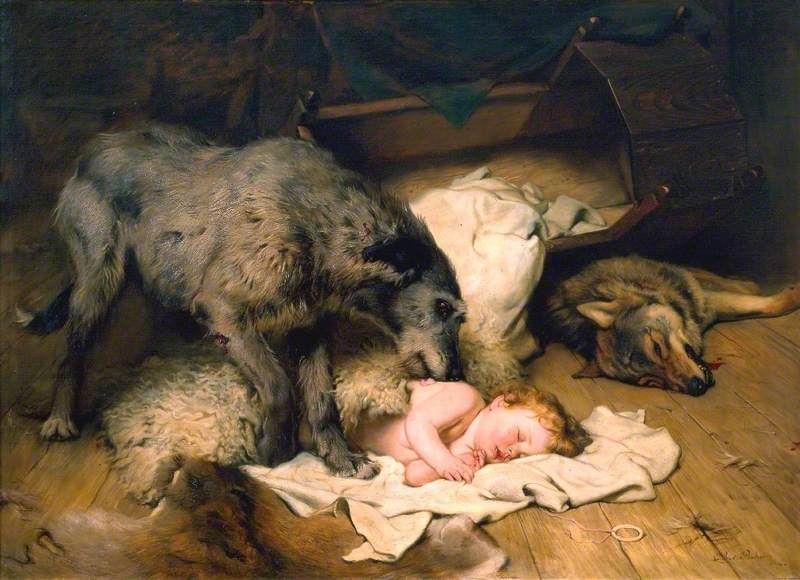
Gelert di Charles Burton Barber (1845–1894)

Gelert è stato un cane da caccia leggendario appartenuto al principe Llywelyn il Grande e alla moglie Giovanna.

## La storia
In questa leggenda, ambientata nel Duecento, il re Giovanni d'Inghilterra dona ad un suo alleato gallese, Llewelyn il Grande, un possente cane da caccia di nome Gelert. Tra padrone e cane nasce subito un rapporto di amicizia e fiducia tanto che Llewelyn lo pone a guardia del figlioletto, mentre svolge una battuta di caccia. Al suo ritorno, però, trova la stanza di suo figlio a soqquadro, la culla rovesciata, senza il bambino e il cane con il muso sporco di sangue. Credendo che il cane abbia divorato il bambino, Llewelyn colpisce Gelert con la spada e lo uccide. Poi, però, sente dei lamenti provenire da un mucchio di coperte in un angolo della stanza ed, avvicinandosi, scopre suo figlio illeso accanto ad un lupo morto. Llewelyn capisce che il lupo aveva provato ad attaccare il bambino ed era stato poi ucciso da Gelert. Il principe viene travolto dal rimorso, tanto che si dice che dal quel giorno non abbia più sorriso, e seppellisce il cane con una cerimonia solenne.

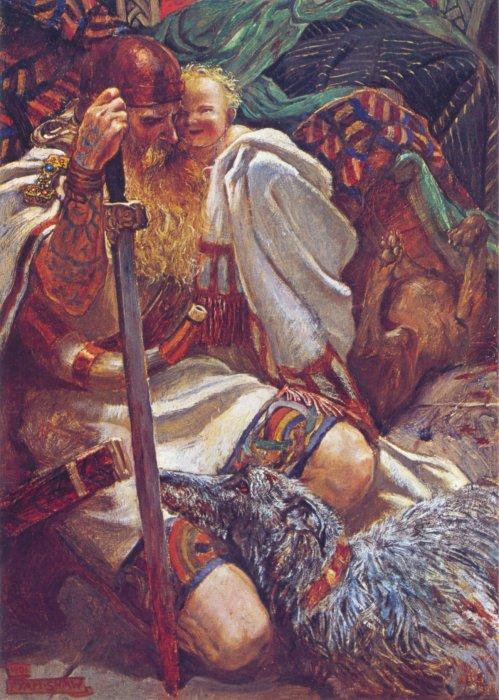
Gelert in un'illustrazione di John Liston Byam Shaw (1872–1919)

## Riferimenti
La città Beddgelert trae nome dalla leggenda, visto che il nome significa "tomba di Gelert" in lingua gallese: nella località si trova la tomba e una statua dedicata al cane valoroso.